# Claude-Edmond Braulx
Claude-Edmond Braulx est un écrivain français né à Bogny-sur-Meuse en 1931.
Chroniqueur dans plusieurs journaux, il est spécialiste d'André Dhôtel. Outre un grand nombre de contributions à des ouvrages collectifs, il est l'auteur de :
- Résiduel 3, P.J. Oswald, 1976
- Trois fois trois, Flammarion, 1985
- Les Dits de Camille Mauperon d'Harcy, Société des écrivains Ardennais, 1989.

Ainsi que des poèmes, nouvelles et textes divers dans les revues Cée/Bourgois, Givre, Brèves, Flache, Magazine de la nouvelle, Noire et blanche....
C.E. Braulx a animé la Revue Orée dont il est propriétaire.